# Пан Сюэцинь
Пан Сюэцинь (кит. 庞学勤, 4 мая 1929, Кантон — 12 октября 2015, Чжухай) — китайский актер.

## Биография
Пан Сюэцинь родился 4 мая 1929 года в городе Кантон, округ Фудонга, провинция Цзянсу.
В 1947 году был участником народно-освободительной армии Китая, где он и начал свою актерскую деятельность в качестве актера театра.
В 1950 году был рекомендован для поступления в Пекинскую киноакадемию. После ее окончания в 1954 году стал актером театральной труппы Beijing Film
Впервые появляется на большом экране в 1957 году сыграв роль пограничного инструктора в фильме «Пограничная война». После успешного проката фильма его приглашают принять участие в картине «Храм колокола».

## Личная жизнь
Первая жена Ян Гуан являлась известной актрисой 50-х, 60-х годов. Умерла в 2004 году.
Вторую жену зовут Альпин Эйко.
У Пан Сюэцина есть двое сыновей и дочь.

## Достижения
В 2014 году получил награду за весомый вклад в киноиндустрию на 23-м кинофестивале «Золотой петух (премия)».

## Фильмография
| Год  | Название фильма            |
| ---- | -------------------------- |
| 1957 | Пограничная война          |
| 1958 | Храм колокол               |
| 1958 | От сердца к сердцу         |
| 1959 | Юность в пламени войны     |
| 1959 | Асака                      |
| 1962 | Китайско-японская ситуация |
| 1962 | Красный огонь              |
| 1963 | Независимый батальон       |
| 1964 | Враг у ворот               |
| 1965 | Огонь вечной жизни         |
| 1984 | На садовой улице           |
| 1991 | Поймать солнце человека    |
| 2012 | Несравненный командир      |